# Кюплю (вилает Биледжик)
Кюплю (на турски: Küplü) е село в околия Биледжик, вилает Биледжик, Турция. То е на около 500 метра надморска височина. Населението му през 2000 г. е 645 души. Населено е предимно с българи–мюсюлмани (помаци), преселници от Воденско (днешна Гърция) от 1924 г.

## География
Селото е на 7 км от град Биледжик. Разположено е на републикански път Биледжик – Бозюйюк, който преминава южно от град Биледжик. Покрай селото минава железопътната линия Истанбул – Ескишехир.